# 新集镇 (新县)
新集镇，是中华人民共和国河南省信阳市新县下辖的一个乡镇级行政单位。第一次国共内战时期，为中共鄂豫皖革命根据地中心。

## 行政区划
新集镇下辖以下地区：
红旗社区、胜利社区、解放社区、东风社区、京九社区、新城社区、长潭社区、金水社区、潢河社区、艾洼社区、叶林社区、塘洼村、林冲村、董店村、代咀村、金河村、刘泗冲村、彭大湾村、合龙村、代洼村、冲田洼村、黄湾村和姚冲村。

## 交通
- 京九铁路：新县站